# Paul Reveillère
Pour l’article homonyme, voir Branda (homonymie).
Paul Émile Marie Reveillère (Saint-Martin-de-Ré, 27 mai 1829-Brest, 26 janvier 1908), est un officier de marine et écrivain français, célèbre comme écrivain sous le pseudonyme de Paul Branda. 

## Biographie
Fils d'un commissaire de la marine et petit-fils de Louis Branda, maire de Brest pendant la Révolution française, il entre à l'École navale en octobre 1845 et en sort aspirant de 2e classe en août 1847. Il sert alors sur l' Africaine aux Antilles. Aspirant de 1re classe (septembre 1849), il embarque sur le Pandore en campagne au Levant puis passe sur la Sentinelle et est nommé enseigne de vaisseau en septembre 1851. Il revient alors aux Antilles sur l' Ardent (avril 1852) et devient second de la Méléagre (décembre 1854). 
En juin 1856, il passe sur la Zélée puis sert sur l' Akba sur les côtes occidentales d'Afrique et fait naufrage devant Grand-Bassam en 1857. Il commande ensuite la Rafale puis est transféré sur la Licorne (mars 1859). 
Lieutenant de vaisseau (novembre 1859), second sur le Japon à la division des mers de Chine, il se fait remarquer pendant la campagne de Cochinchine lors de l'attaque de Gò Công où il dirige la canonnière 31 (mars 1863). En 1864, il revient en France sur l' Européen puis commande l' Abeille (février 1865) en station à Cayenne et en février 1867, sauve la corvette hollandaise Bommerlerward échouée à l'embouchure du Maroni. 
En août 1867, il est sur l' Amazone puis en mai 1868, est chargé du commandement du bâtiment-école de pilotage Faon avec lequel il se distingue les 20 et 21 mars 1869 en sauvant, dans une importante tempête, plusieurs navires échoués dans la région de Saint-Malo. Il obtient alors un témoignage de satisfaction. 
Il participe en février 1870 à la pose d'un câble sous-marin entre la France et l'Angleterre et est promu capitaine de frégate en mars. Commandant du Breslaw (mai 1871), second sur l' Infernet (octobre 1872) en escadre d'évolutions, il commande en avril 1875 le transport Orne avec lequel il fait plusieurs voyages en Nouvelle-Calédonie. 
Élève de l’École des défenses sous-marines à Rochefort (1877), commandant en second de la défense fixe à Brest puis commandant de la Dives en Océanie, il recueillit durant ses nombreux périples des espèces rarissimes de poissons qu'il expédia au Muséum d'histoire naturelle. 
En septembre 1880, il sert sur le Navarin et est nommé capitaine de vaisseau en mai 1881 puis major de la flotte à Rochefort et directeur des mouvements du port. Il commande ensuite en mars 1882 le Fontenoy en Nouvelle-Calédonie puis sert en escadre de Méditerranée sur le Turenne (1884) avant de commander le Tilsitt et la marine en Cochinchine. Il assure alors la logistique des opérations du Tonkin, de Chine et du Cambodge, remonte le Mékong sur le torpilleur 44 et est le premier à franchir les rapides de Khone (1885). 
Fondateur du Service de la défense mobile de Saigon (1885), cette activité lui apporte trois témoignages de satisfaction du ministre (1885-1886). En avril 1887, il commande les défenses sous-marines à Brest et est promu contre-amiral en février 1889. Major général à Cherbourg (juillet 1889), il prend sa retraite en mai 1891.
À l'occasion de ses nombreuses campagnes en Extrême-Orient, il constitue une collection d'objets asiatiques, dont une partie est léguée au musée de Brest en 1886.

## Paul Branda
Sous ce pseudonyme, Paul Reveillère est journaliste et écrivain. Il publie ainsi de nombreux articles techniques sur la défense des côtes, les sémaphores et le magnétisme terrestre mais aussi des récits de voyages inspirés de ce périple en mer :
- En mer, 1868
- Récits et nouvelles, 1869
- Les Trois Caps, 1877
- Mers de l'Inde, 1870
- Mers de chine, 1872
- Autour du monde, 1884
- Le Haut-Mékong et le Laos, 1887
- Réformes navales, 1888.

On lui doit aussi un nombre important d'études politiques et philosophiques.

## Récompenses et distinctions
- Chevalier (15 mars 1861), Officier (11 août 1869), Commandeur (20 décembre 1886) puis Grand Officier de la Légion d'Honneur (19 juillet 1902).
- Une avenue de Brest porte son nom.
- Une rue porte son nom à Roscoff.